# 李雪久
李雪久（1980年11月7日—）是中国已退役的女子举重运动员。

## 生涯
1980年出生于河南舞钢市尚店镇一个普通的农民家庭。
2002年11月，在2002年世界举重锦标赛女子53公斤级比赛中，李雪久以127.5公斤的成绩夺得挺举第一名，并打破125公斤的世界纪录。亚运会冠军、朝鲜选手李成姬也举起同样重量，但由于体重比李雪久重而获得第二名。李雪久夺得了抓举和总成绩的银牌，位于李成姬之后。李雪久一战成名，获得了2002年度中国电视体育奖年度突破奖的提名。

## 亲属
李雪久在家中排老四，上有3个姐姐。而2012年伦敦奥运会女子举重58公斤级冠军得主李雪英是李雪久的亲妹妹。